# 순니바
순니바(노르웨이어: Sunniva, 10세기)는 10세기 노르웨이의 로마 가톨릭교회 성인이다. 아일랜드에서 태어나 노르웨이로 건너갔다고 한다.